# Air One
Air One (IATA: AP, OACI: ADH) fue una aerolínea italiana con vuelos regulares y chárter con base en Roma, Italia. Operaba una extensa red de vuelos de cabotaje programados de alta frecuencia y vuelos chárter internacionales. Sus principales bases eran el Aeropuerto Internacional de Malpensa de Milán,  Aeropuerto Intercontinental Leonardo da Vinci  de Roma y el Aeropuerto de Turín.

## Historia
Air One empezó sus operaciones como Aliadriatica, el cual se estableció en Pescara en 1983 para operar como una escuela de vuelo y proveyendo servicios de taxi aéreo y posteriormente servicios regionales regulares. Con la adquisición de su primer Boeing 737-200 en junio de 1994, Aliadriatica inició operaciones regulares y chárter. El 23 de noviembre de 1995, el nuevo nombre de Air One fue adoptado y la aerolínea empezó a operar vuelos regulares entre Roma y Milán. En 1996, el primer año completo de operaciones, fueron transportados 713,000 pasajeros y la aerolínea se expandió rápidamente. En el 2000 Air One anunció una asociación con Lufthansa y casi todos los vuelos de Air One pasaron a ser de código compartido con Lufthansa. Air One transportó 4,951,774 de pasajeros en 2003 (programados y chárter), un incremento del 21.8% respecto al 2002. La aerolínea es propiedad del Gruppo Toto (99%). Abandonó las rutas que parten de Trapani hacia Catania, Lampedusa y Pantelaria a fines de mayo de 2006.
En 2014 se fusionó con Alitalia.

## Destinos
Air One operaba servicios a los siguientes destinos (a octubre de 2006):
- Destinos domésticos programados: Albenga, Alguer, Bari, Bolonia, Brindisi, Cagliari, Catania, Cuneo, Florencia, Génova, Lamezia Terme, Lampedusa, Milán, Nápoles, Palermo, Pantelaria, Pescara, Pisa, Regio de Calabria, Roma, Trapani, Trieste, Turín y Venecia.

- Destinos internacionales programados: Atenas, Barcelona, Berlín-Tegel, Casablanca, Copenhague, Estambul-Atatürk, Londres-City y París-Charles de Gaulle.

Servicios entre Milán y el Aeropuerto Metropolitano de Londres han sido lanzados utilizando un Avro RJ70 (alquilados a Transwede Airways). La aerolínea también está considerando empezar servicios de largo alcance a principios de 2007. Está en conversaciones para alquilar dos Airbus A330-200 que se espera que tengan base en Roma para vuelos con destinos en Norteamérica y Sudamérica.

## Flota
La flota de Air One incluía las siguientes aeronaves (a diciembre de 2010):
- En diciembre de 2009, la flota de Air One tiene un promedio de edad de 7.6 años.[3]

- Dos Airbus A320 fueron alquilados en 2004 y devueltos.

## Trivia
- A pesar de que el nombre oficial de la aerolínea se pronuncia al estilo inglés, "airone" en italiano significa "garza", que es por coincidencia el logo de la compañía.